# Croix de cimetière de Saint-Allouestre

La croix de cimetière de Saint-Allouestre est située à l'emplacement de l'ancien cimetière du bourg de Saint-Allouestre dans le Morbihan.

## Historique
La croix de cimetière de Saint-Allouestre fait l’objet d’une inscription au titre des monuments historiques depuis le 30 mars 1934.

## Architecture
Le soubassement porte un décor en haut-relief dans lequel paraissent un ange et la Vierge, sans doute pour symboliser l'Annonciation. 
La croix porte sur cette face l'habituelle scène de la crucifixion. 
Sur son revers, la Vierge de la piété (Piéta) porte le corps du Christ sur ses genoux, soutenue par deux personnages dont l'un figure probablement Saint-Arnould. 
Le gradin porte la date de 1774.